# Сиделёв, Сергей Ильич
Сергей Ильич Сиделёв (8 (21) декабря 1906 — 4 октября 1962) — советский кинорежиссёр и актёр.

## Биография
Родился 21 декабря 1906 года в Москве.
С 1919 начал трудовую деятельность счетоводом в управлении Северной железной дороги в Москве, работал шофёром управления горной промышленности, монтёром авиазавода, молотобойцем одного из московских заводов.
В 1924 году окончил актёрское отделение театральной школы имени Волконского, в 1928 году — актёрское отделение киношколы имени Б. Чайковского. Был актёром киностудий «Госвоенкино» и «Межрабпомфильм», однако с 1930 года стал работать режиссёром на различных киностудиях.
Сергей Сиделёв также был вторым режиссёром на фильмах «Небесный тихоход» и «За тех, кто в море». Соавтор сценария мультфильма «Город без спичек» (1935, совместно с С. Владимирским).
Умер 4 октября 1962 года в Ленинграде. Похоронен на кладбище посёлка Горское Ленинградской области.

## Фильмография
- 1936 — Девушка спешит на свидание (совместно с М. Вернером)
- 1943 — Под звуки домбр (документальный)
- 1953 — Алеко (совместно с Г. Рошалем)
- 1957 — Улица полна неожиданностей
- 1959 — Повесть о молодожёнах
- 1961 — Водяной